# Brits-Engels

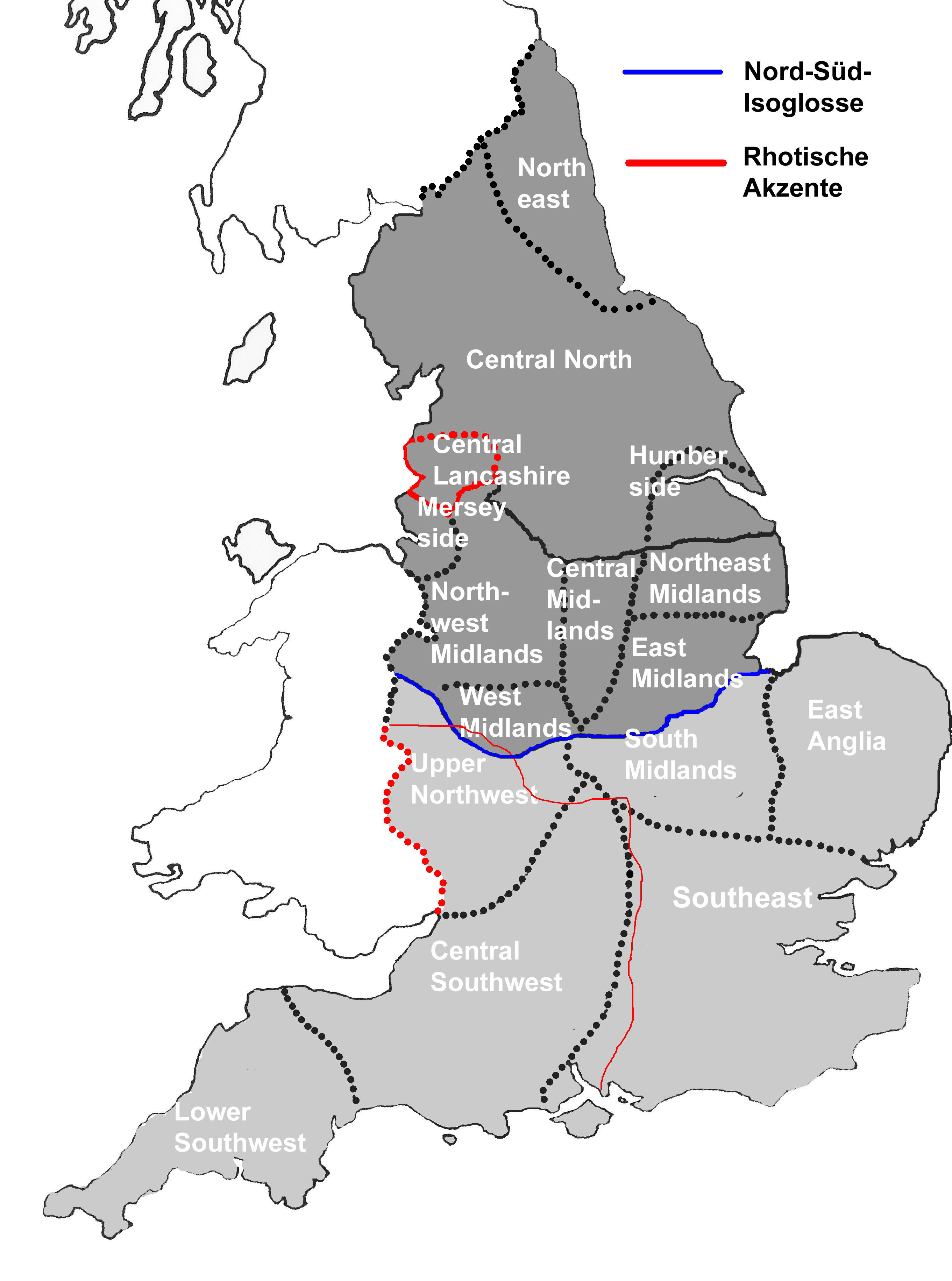
Dialecten in Engeland

Brits-Engels is de term voor de varianten van het Engels die worden gesproken in het Verenigd Koninkrijk.

## Verschillen met Amerikaans-Engels
Buiten de Engelstalige wereld worden de Britse en de Amerikaanse varianten van het Engels meer onderwezen dan andere varianten. Lesmateriaal bevat vaak een hoofdstuk waarin de één tegenover de ander wordt gezet om verschillen duidelijk te maken in woordgebruik, spelling, grammatica en uitspraak. Een voorbeeld is de veelgenoemde spellingregel dat veel zelfstandige naamwoorden die in het Brits-Engels eindigen op "-our" in het Amerikaans-Engels op "-or" eindigen, zoals "harbour" en "harbor" (in het Nederlands:"haven"). Ook verschilt het Brits-Engels soms van het Amerikaans-Engels qua woordenschat: zo is "lift" het Britse en "elevator" het Amerikaanse woord voor lift.
Voor de uitspraak zijn er bepaalde richtlijnen opgesteld onder de naam Received Pronunciation. Engels met deze uitspraak wordt soms "BBC-Engels" genoemd.

## Spellingsystemen
Naast de verschillen tussen Brits- en Amerikaans-Engels zijn er ook nog verschillen in spelling binnen Brits-Engels. De twee belangrijke spellingstandaarden zijn Newspaper Spelling en Oxford Spelling.
Newspaper Spelling is de spellingstandaard die wordt gebruikt en is gepopulariseerd door de Britse kranten (newspaper = krant). Ongeveer twee derde van de Britten houdt zich aan deze spelling, en het is ook de vorm die overheerst in brochures, op reclameborden et cetera. De IANA-code die bij Newspaper Spelling hoort is en-GB.
Oxford Spelling is gebaseerd op de Oxford English Dictionary. Deze spelling verschilt op een aantal punten wezenlijk met de Newspaper Spelling en heeft dan ook zijn eigen IANA-code, namelijk en-GB-oed. Dit is de spellingstandaard die gebruikt wordt door veel internationale organisaties en in academische publicaties.
Enkele voorbeelden van de verschillen tussen Newspaper Spelling en Oxford Spelling:
| Newspaper Spelling | Oxford Spelling |
| ------------------ | --------------- |
| co-operate         | cooperate       |
| mediaeval          | medieval        |
| realise            | realize         |

## Grammaticaverschillen
Naast spelling zijn er ook een aantal grammaticale verschillen. Het "belangrijkste" is het gebruik van de verleden tijd of de voltooid tegenwoordige tijd in zinnen waar het resultaat van een gebeurtenis benadrukt wordt.
In Brits-Engels wordt in dit geval de present perfect tense (voltooid tegenwoordige tijd) gebruikt. In Amerikaans-Engels wordt de verleden tijd gebruikt.
Voorbeeld:
| Brits-Engels         | Amerikaans-Engels |
| -------------------- | ----------------- |
| I have had my lunch. | I had my lunch.   |